# Patience Strong
Winifred Emma May, bekannt unter dem Pen Name Patience Strong, (* 4. Juni 1907, Catford, London; † 28. August 1990) war eine Dichterin aus Großbritannien. Ihre Gedichte waren meist kurz, schlicht und von Sentimentalität, der Schönheit der Natur und innerer Stärke geprägt. Sie war auch eine erfolgreiche Texterin und verfasste englische Texte für die Tangos „Jealousy“ und „The Dream of Olwen“ (While I Live). Sie war außerdem Autorin mehrerer Bücher über Christentum und praktische Psychologie.

## Leben

### Jugend
Sie wurde am 4. Juni 1907 in Catford, London, geboren. Sie war die zweite Tochter von Alfred und Nell May. Ihre ältere Schwester hieß Connie, ihr jüngerer Bruder wurde immer „Boy“ gerufen. In ihrer frühen Kindheit besuchte Winifred die Sonntagsschule und war regelmäßig in der örtlichen Bibliothek. Sie und Connie lasen gern und liebten Gedichte, und abends verbrachten sie viele Stunden damit, sich gegenseitig Gedichte vorzutragen. Die Familie verbrachte viele glückliche Ferien in Brighton, und später zog Winifred aufs Land und ließ sich von den natürlichen Zyklen der Natur inspirieren, die in vielen ihrer Gedichte vorkommen.
Die Familie May besuchte regelmäßig die Music Hall und in der Familie wurde oft gesungen. Winifred zeigte schon früh ein Talent für das Klavier und war so talentiert, dass sie regelmäßig lokale Laiengruppen begleitete. Nach einem Aufenthalt am Cusack’s College, wo sie einen Sekretärinnenkurs belegte, fand sie eine Anstellung in einer Patentagentur. Etwa zu dieser Zeit begann sie, Gedichte zur Veröffentlichung einzureichen. Ihr erstes Gedicht brachte ihr eine Guinee ein und erschien 1922 in Nashs Magazin. Es folgten weitere Gedichte in The Strand und Good Housekeeping.

### Musikalische Karriere
Ihr musikalisches Talent brachte ihr ein Engagement beim Manor Mount Club in Forest Hill, London, ein, wo sie den Komponisten Frederick Drummond traf. Er vertonte den Text ihres Liedes „To Sing Awhile“, welches dann von der Agentur Keith Prowse veröffentlicht wurde. Anschließend wurde ihr von dem Unternehmen eine Vollzeitstelle angeboten. Mit 21 Jahren hatte sie bereits über 100 Lieder veröffentlicht, das berühmteste davon ist der englische Text zu Jacob Gades Tango „Jealousy“, welcher später von einer Reihe von Künstlern aufgenommen wurde, darunter Leslie Hutchinson, Gracie Fields, Vera Lynn, Richard Tauber und Billy Fury. Winifred behauptete später, sie habe das Lied innerhalb von fünfzehn Minuten geschrieben, nachdem Lawrence Wright ihr die eindringliche Tangomelodie über das Telefon vorgespielt hatte. 1930 komponierte sie ein Lied zum 4. Geburtstag von Prinzessin Elisabeth (der späteren Königin), welches von Webster Booth aufgenommen wurde.

### Dichterin
1935 bat sie den Daily Mirror um eine regelmäßige Veröffentlichung ihrer Gedichte. Der Feuilleton-Redakteur bat sie, am nächsten Tag mit 18 neuen Gedichten und einem Pseudonymvorschlag wiederzukommen. Sie benutzte das Pseudonym „Patience Strong“, das sie einem gleichnamigen Buch von Adeline Dutton Train Whitney entnahm. Ihre täglichen Gedichte in The Quiet Corner veröffentlichte sie während des Zweiten Weltkriegs bis 1946, als ihre Kolumne in das Sunday Pictorial (später The Sunday Mirror) verlegt wurde und dort mehrere Jahrzehnte lang existierte. Sie verfasste auch Gedichte für das Wochenmagazin Woman’s Own und später für das Vierteljahresmagazin This England. Ihre Gedichte wurden auch in verschiedenen Anthologien veröffentlicht und sie nahm zwei Schallplatten auf, auf denen sie ihre Gedichte vortrug.

## Persönliches
Winifred May heiratete 1931 Frederick Arnold Williams, einen Architekten. Sie waren bis zu seinem Tod 1965 verheiratet, hatten jedoch keine Kinder. Zwei Jahre später heiratete sie Guy Cushing, einen pensionierten Einkäufer. Er starb 1979. Winifred wurde 1970 mit dem Freedom of the City der City of London ausgezeichnet. Sie starb in ihrem Heim in Sedlescombe, Sussex.

## Bibliographie
- Quiet Corner (1936)
- Quiet Thoughts (1937)
- Quiet Corner Reflections (1938)
- A Christmas Garland (1948)
- The Harvest Of Dreams (1948)
- Wayside Glory (1948)
- The Patience Strong Bedside Book (1953)
- "Beyond the Rainbow" (1957)
- The Blessings of the Years (1963)
- Come Happy Day (1966)
- Give me a Quiet Corner (1972)
- A Joy Forever (1973)
- With a Poem in My Pocket (Autobiographie, 1981)
- Poems from the Fighting Forties (1982)
- Fifty Golden Years (1985, zum fünfzigjährigen Bestehen des Pseudonyms Patience Strong)
- Tapestries of Time (1991)